# Vidice

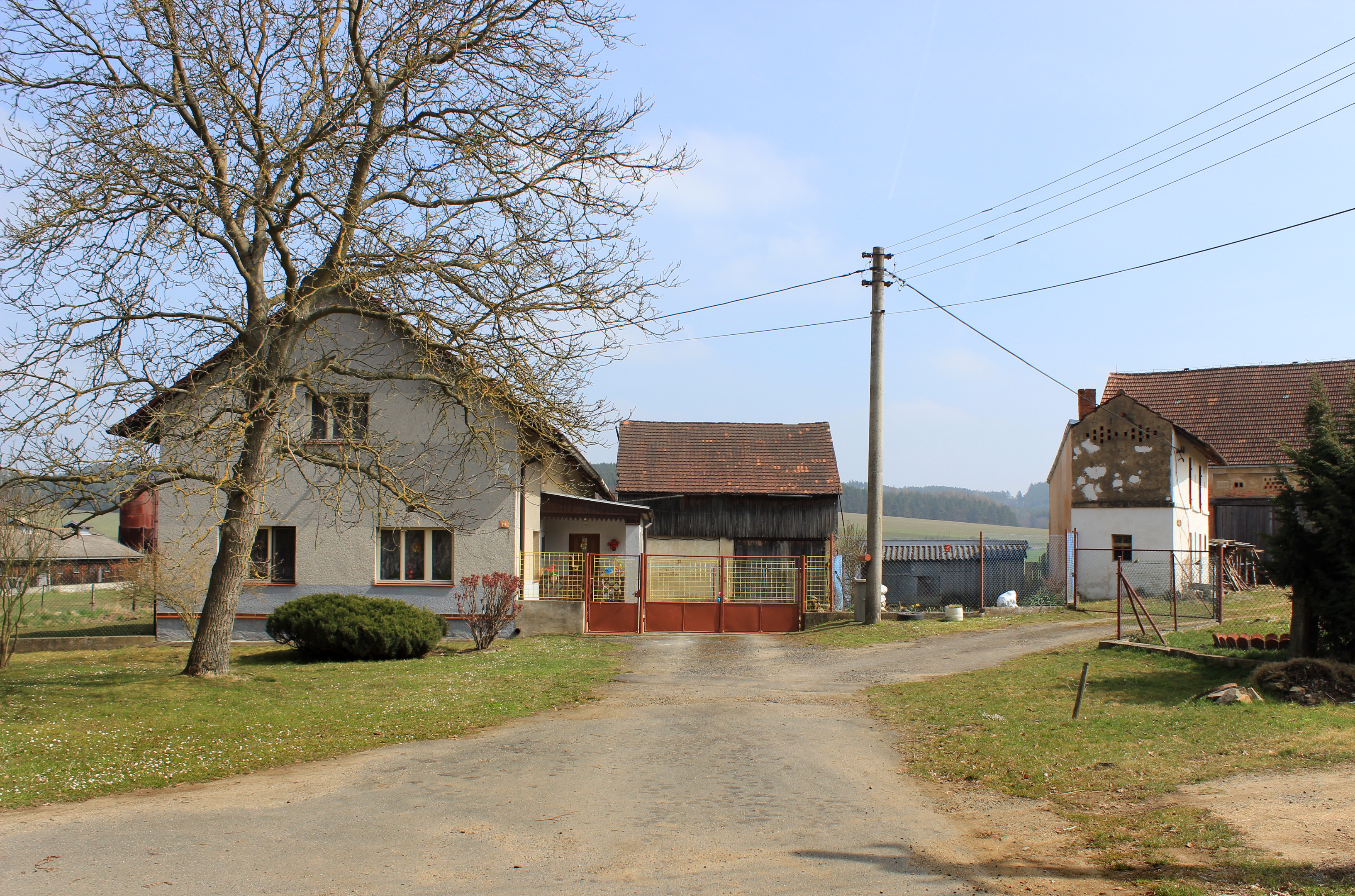
Der Dorfplatz

Vidice (deutsch Widlitz, früher Wiedlitz) ist eine Gemeinde in Tschechien. Sie liegt zwölf Kilometer nordwestlich von Horšovský Týn und gehört zum Okres Domažlice.

## Geographie
Vidice befindet sich westlich der bewaldeten Hügel der Sedmihoří (Siebenberge) am Oberlauf des Baches Slatina. Gegen Osten erstreckt sich der Naturpark Sedmihoří. Im Norden erhebt sich die Vačina (587 m), nordöstlich der Racovský vrch (619 m), im Osten der Tříslovec (589 m), südöstlich die Rozsocha (600 m), im Südwesten der Sedlo (614 m), westlich der Panský vrch (584 m) sowie im Nordwesten der Pískový vrch (580 m) und die Homole (579 m). Durch den Ort führt die Straße II/200 zwischen Horšovský Týn und Bor.
Nachbarorte sind Strachovice, Vítovice, Olešná und Racov im Norden, Darmyšl, Sedmihoří, Telice und Buková im Nordosten, Mezholezy, Velký Malahov und Ostromeč im Osten, Semněvice, Křakov und Mířkov im Südosten, Nasetice, Chřebřany, Libosváry und Oplotec im Süden, Hostětice, Mělnice und Holubeč im Südwesten, Skařez, Přes und Sychrov im Westen sowie Bernartice, Stará Lesovna und Valcha im Nordwesten.

## Geschichte
Die erste urkundliche Erwähnung des Dorfes erfolgte im Jahre 1362 als Sitz des Edelknechtes Dobrohost, dem später sein Sohn Konrad folgte. Wegen der Namensgleichheit mit den Edelknechten aus dem benachbarten Mělnice wird eine Verwandtschaft beider Familien angenommen. Im 15. Jahrhundert lösten sich u. a. die Kleinadelsgeschlechter von Kočov, von Kratice, von Kračín und von Merklín als Besitzer der Feste Vidice ab. Schließlich wurde das Gut Wiedlitz vor 1512 an das Gut Pernartitz (Bernartice) angeschlossen. In der Mitte des 16. Jahrhunderts erwarben die Herren Czernin von Taschlowitz, die bereits die Güter Taschlowitz (Tasnovice), Melmitz (Mělnice) und Schlattin (Slatina) besaßen, auch Wiedlitz und hielten das Gut bis 1630. Danach wurde Wiedlitz mit den zugehörigen Dörfern Liebeswar und Pawlowitz (Pavlovice) sowie einem Teil von Tutz (Dubec) wieder zu einem selbständigen Gut, dessen Besitzerin 1654 Sybille Maximiliane von Steinbach war. In der berní rula sind für Wiedlitz 29 altbesiedelte Anwesen sowie 20 abgebrannte und neubesiedelte Gehöfte ausgewiesen. Im Theresianischen Kataster von 1757 sind für das Dorf 42 Wirtschaften aufgeführt, von denen 35 zum Fürstlich Löwensteinischen Gut Elsch (Olešná) und die anderen acht zum Gut Ostrau (Ostrov) gehörten.
Nach der Aufhebung der Patrimonialherrschaften bildete Widlitz / Vidlice ab 1850 eine Gemeinde im Pilsner Kreis und Gerichtsbezirk Pfraumberg. Ab 1868 gehörte die Gemeinde zum Bezirk Tachau, sie wurde 1890 in den Gerichtsbezirk Hostau und Bezirk Bischofteinitz umgegliedert. Die tschechische Namensform Vidice wurde 1924 eingeführt. 1930 lebten in den 46 Häusern von Widlitz 230 Personen. Nach dem Münchner Abkommen wurde die Gemeinde dem Deutschen Reich zugeschlagen und gehörte bis 1945 zum Landkreis Bischofteinitz. Im Jahre 1939 hatte das Dorf 219 Einwohner. Nach dem Ende des Zweiten Weltkrieges wurden die meisten deutschen Bewohner vertrieben und das Dorf mit Tschechen wiederbesiedelt. Bis 1960 gehörte Vidice zum Okres Horšovský Týn und kam dann zum Okres Domažlice. 1961 wurden Chřebřany (mit Nasetice), Oplotec (mit Hostětice) und Libosváry eingemeindet. Der an der Nordseite des Dorfplatzes gelegene Herrenhof wurde nach 1970 abgerissen und die Tonnengewölbe der ehemaligen Feste zugeschüttet. Die mächtigen Speicher und Stallgebäude wurden 1988 zur Errichtung von Eigenheimen abgetragen. Zu Beginn des Jahres 1985 wurde Vidice mit seinen Ortsteilen nach Horšovský Týn eingemeindet. Am 24. November 1990 lösten sich Chřebřany, Libosváry und Vidice wieder von Horšovský Týn los und bildeten die Gemeinde Vidice.

## Gemeindegliederung
Die Gemeinde Vidice besteht aus den Ortsteilen und Katastralbezirken Chřebřany (Kscheberscham), Libosváry (Liebeswar) und Vidice (Widlitz). Zu Vidice gehört außerdem die Einschicht Nasetice (Nassatitz).

## Sehenswürdigkeiten
- Ehemalige Wallfahrtskirche St. Apollonia, nördlich von Vidice auf einer Anhöhe.
- Slawische Burgstätte Rozsoš auf der Rozsocha